# 文克謙
文 克謙（ムン・グッキョム、1122年 - 1189年）は高麗の政治家。字は德柄、諡号は忠肅。本貫は南平文氏。

## 人物
当初は伯父の蔭位によって刪定都監判官に出仕したが、科挙に及第し、諫官となった。毅宗の側近の非行を弾劾したため、地方官に左遷されたが、毅宗は文克謙の正当性を認めて復官させた。1170年に鄭仲夫らのクーデターにより武臣政権が確立すると、李義方の推挙により右承宣に抜擢され、重要な政策を議論する重房の議事に参画するため、上将軍（正三品）の武官職を兼務した。1187年、権判尙書吏部事に上った。著書に「毅宗実録」がある。